# 新潟県道338号原之町上下浜停車場線
新潟県道338号原之町上下浜停車場線（にいがたけんどう338ごう はらのまちじょうげはまていしゃじょうせん）は、新潟県上越市内を通る一般県道である。

## 概要

### 路線データ
- 起点：上越市吉川区原之町字上町（新潟県道78号大潟高柳線交点）
- 終点：上下浜停車場（新潟県上越市柿崎区上下浜字仲作、新潟県道313号上下浜停車場線交点）

## 地理

### 通過する自治体
- 新潟県上越市

### 接続する道路
- 新潟県道78号大潟高柳線（起点：上越市吉川区原之町字上町）
- 新潟県道30号新井柿崎線（長峰交差点）
- 新潟県道313号上下浜停車場線（終点：上越市柿崎区上下浜字仲作、「上下浜駅」出入口2）

### 周辺
- JR信越本線 上下浜駅
- 国道8号 北陸道
- 上越市国民健康保険吉川診療所
- 上越市役所 吉川区総合事務所（旧・吉川町役場）
- 上越市立吉川中学校
- 上越市立吉川小学校
- 上越市立上下浜小学校
- JAえちご上越 吉川支店
- 吉川郵便局
- 上下浜郵便局
- 清水フードチェーン よしむら店
- 長峰池
- 坂田池
- 長峰温泉 吉川ゆったりの郷
- 柿崎上下浜温泉
- 道の駅よしかわ杜氏の郷